# Андријус Шидлаускас
Андријус Шидлаускас (литв. Andrius Šidlauskas; Паневежис, 6. април 1997) литвански је пливач чија специјалност су трке прсним стилом.

## Спортска каријера
Шидлаускас је своју такмичарску каријеру на међународној сцени започео наступима на јуниорским такмичењима током 2015. године. Прво је учествовао на Европским играма у Бакуу где је освојио злато и сребро на 500 и 100 прсно, а два месеца касније на светском првенству у Сингапуру осваја златну и бронзану медаљу у истим дисциплинама.
Године 2016. дебитовао је и на сениорским такмичењима, прво на европском првенству у Лондону, потом на ЛОИ 2016. у Рију (23. место на 100 прсно), и на крају на светском првенству у малим базенима у канадском Виндзору.
Први наступ на светским првенствима у великим базенима имао је у Будимпешти 2017. где је по први пут успео да се пласира у финале, и то у трци на 100 прсно коју је окончао на шестом месту у финалу. Три недеље касније палсирао се и у финала трка на 100 прсно и 4×100 мешовито на Универзијади у Тајпеју. Учествовао је и на светском првенству у корејском Квангџуу 2019. где је успео да се пласира у полуфинале трке на 100 прсно (укупно 15. место).